# Naš bataljon
Naš bataljon je album Vojaškega orkestra Ljubljana, ki je izšel kot vinilna plošča leta 1972 pri založbi PGP RTV Beograd.
Predstavitveno besedilo na ovitku je prispeval Tomaž Tozon.

## Naslov in vsebina
Album nosi naslov po istoimenski koračnici (posnetek A1), ki jo je priredil Ladislav Leško po glasbi Emila Glavnika.
Besedilo Branka Karakaša je v srbohrvaščini zapel basist Franc Javornik.
Skladbe na albumu pokrivajo glasbeno tradicijo različnih jugoslovanskih narodov, polovica jih je slovenskih.
Svečana koračnica Vinka Savnika »Mostovi na Miljacki« (posnetek A3) je posvečena mestu Sarajevu.
Na strani B najdemo priredbo Miroslava Matića naslovnega motiva »Trije potepuhi« (posnetek B1) skladatelja Ennia Morriconeja iz vestern filma Dober, grd, hudoben in makedonsko vojaško oro »Teškoto« iz venčka Vilima Markovića.

## Seznam posnetkov
| Stran A | Stran A                                 | Stran A    | Stran A    | Stran A   | Stran A |
| Št.     | Naslov                                  | Besedilo   | Glasba     | Priredba  | Dolžina |
| ------- | --------------------------------------- | ---------- | ---------- | --------- | ------- |
| 1.      | „Naš bataljon‟ (koračnica)              | B. Karakaš | E. Glavnik | L. Leško  |         |
| 2.      | „Pismo‟ (koračnica)                     | E. Budau   | L. Leško   | B. Adamič |         |
| 3.      | „Mostovi na Miljacki‟ (koračnica)       |            | V. Savnik  |           |         |
| 4.      | „Balada oslobodjenom gradu‟             | B. Karakaš | V. Savnik  |           |         |
| 5.      | „Svoboda '71 / Sloboda '71‟ (koračnica) |            | G. Učakar  |           |         |

| Stran B | Stran B                                             | Stran B      | Stran B  | Stran B |
| Št.     | Naslov                                              | Glasba       | Priredba | Dolžina |
| ------- | --------------------------------------------------- | ------------ | -------- | ------- |
| 1.      | „Trije potepuhi / Dve lutalice‟                     | E. Morricone | M. Matić |         |
| 2.      | „Cik-cak‟ (polka za ksilofon in orkester)           | B. Adamič    |          |         |
| 3.      | „Fičfirič / Fićfirič‟ (polka za pikolo in orkester) | B. Adamič    |          |         |
| 4.      | „Teškoto‟ (iz venčka številka 2)                    | V. Marković  |          |         |
| 5.      | „Motivi iz Bele krajine‟                            | D. Bučar     | L. Leško |         |

## Sodelujoči

### Vojaški orkester Ljubljana / Vojni orkestar Ljubljana / Vojni orkestar garnizona Ljubljana
- Pavle Brzulja – dirigent

### Solisti
- Franc Javornik – bas na posnetkih A1 in A4
- Marjana Deržaj – vokal na posnetku A2
- Rajko Stojković – ksilofon na posnetku B2
- Petre Naumovski – pikolo na posnetku B3

### Produkcija
- Tomaž Tozon – predstavitveno besedilo